# Висендорф, Генрих
Генрих (Индрикис) Висендорф (Heinrich Wessendorff, Индрикис Кипартс, Indriķis Ķiparts, 12 (24) марта 1861, волость Палтмале — 31 августа 1916, Петроград) — российский предприниматель латышского происхождения, журналист, издатель латышских книг, автор понятия дайны — латышской песни и первый издатель собрания этих песен.

## Биография
Индрикис Кипартс (позже Генрих Висендорф, в немецкой транскрипции имени Индрикис) родился в приходе Палтмале, и был старшим сыном в семье мельника, где кроме него было еще трое детей.
Индрикис получил образование в немецкой школе в Риге и гимназии в Санкт-Петербурге. После этого его усыновил бездетный дядя, брат матери, дав ему свою фамилию (Wissendorff). Дядя имел собственное дело в Париже, куда и отправился Генрих, чтобы продолжить обучение в лицее Кондорсе. Генрих изучал французский, немецкий, английский, русский языки. В это время он установил контакты с младолатышами и начал писать статьи для латышских газет. В 1886 году, после смерти дяди, он унаследовал его состояние, а в 1887 году переехал в Россию и основал оптовую компанию по торговле шерстяными тканями в Санкт-Петербурге.
Уже в 1889 году интерес к латышской этнографии привел Висендорфа к Фрицису Бривземниексу, под влиянием которого он подключился к собиранию латышских народных песен.
В 1890 году Генрих женился на дочери богатого голландского купца, умножив свое богатство. Он стал одним из самых выдающихся торговцев Российской империи, легендарным богачом-латышом.
В 1890 году он также купил для родителей мельницу на родине, в Палтмале, расширил ее и превратил в современную компанию с технологической установкой по производству цемента и участком переработки хлопка, привозимого из Египта. На этом участке выпускали лучшую в Российской империи вату. На производстве имелась водяная турбина, вырабатывавшая электроэнергию, в то время как даже в Риге электричества еще не знали. Висендорф участвовал в закладке первого камня в Доме званого общества Палтмале, пожертвовав ему большую сумму. В 1891—1903 годах он самостоятельно издавал «Латышские легенды и сказки» А. Лерхиса-Пушкайтиса.
В 1892 году Висендорф познакомился с собирателем латышских народных песен Кришьянисом Бароном. Во время пребывания на родине он часто встречался с ним, а также с другими активистами латышской общины в Риге. Он также работал в журналистике, писал статьи для российских и латышских газет Balss, Baltijas Vestnesis, Austrums .
В 1905 году из-за мошенничества сотрудника хлопковое производство Висендорфа понесло большие убытки и обанкротилось. Деятельности других предприятий Г. Висендорфа был нанесен большой урон в ходе Первой мировой войны.
Генрих Висендорф умер 31 августа 1916 года в Петрограде от сердечного приступа, похоронен на Волковом кладбище.
Во время революции 1917 года один из сыновей Висендорфа исчез, а другой умер. Его вдова Герхарда вернулась с двумя дочерьми в Западную Европу, мельницу в Латвии она продала. Женщины вышли замуж за иностранцев, тем самым потомство Висендорфа по прямой линии пресеклось.

## Исследование дайн

Генрих Висендорф, Кришьянис Барон и Фрицис Бривземниекс в Риге, 1890-е годы.

Общение с латышской интеллигенцией Санкт-Петербурга, в частности с Ф. Бривземниексом, побуждает Висендорфа обратиться к работам К. Барона по составлению собрания народных песен. Он также участвовал в их сборе и публикации.
Висендорфу принадлежит авторство самого понятия «дайна», которое он предложил взять из литовского языка, как бы прослеживая связь с латышско-литовским пранародом, существовавшим до XIII века и разделенным в результате католической колонизации Прибалтики. В 1893 году Кришьянис Баронс перевез московский шкаф дайн в Ригу. На тот момент в нем было собрано около 150 000 песен. Однако средств на их издание было катастрофически мало: в Москве удалось накопить 343 рубля и 71 копейку.
В 1894 году Висендорф подписал соглашение с Кришьянисом Баронсом об издании первой полной коллекции латышских народных песен, взяв на себя все материальные хлопоты по выпуску книги. Он также принял участие в сборе песен, купив за свои средства 28 406 записей, в том числе 12 800 песен из отдела литературы Елгавского латышского общества. Он передал эту коллекцию К. Барону.
В марте 1893 года, готовя рукопись первого тома, Кришьянис Барон пишет Висендорфу: «Иной раз имеется 50 и больше вариантов одной песни; чтобы кратко и точно упорядочить все это, требуется много времени. За одной песней можно просидеть целый день. Сделать это как-нибудь мы не можем, потому что тогда варианты для исследователей не будут иметь никакого значения. И в процессе работы я все больше замечаю, что часто какое-то пустяковое, как оно поначалу кажется, словцо имеет все права в том или ином отношении быть замеченным». В дополнение к текстам издаваемая книга также включала описания традиций и ситуаций, в которых исполнялись песни.
Для издания первого тома песен Висендорф собирал пожертвования, он также вложил в это дело собственные 500 рублей, что является очень значительной суммой в сравнении со среднемесячной зарплатой рабочего того времени в 7-15 рублей. Первая тетрадь первого тома дайн вышла 21 мая 1894 года. Издание всего тома, а это 969 страниц песен с комментариями и 24 страницы предисловия, затянулось до весны 1898 года. В 1895 году типография, в которой печаталась книга, обанкротилась. Пропали не только уже сделанные работы, но и подписные деньги, а также надежда получить от издания дайн хоть какой-то доход. Однако к 1898 году елгавский типограф Екабс Дравниекс завершает выпуск 10 тетрадей первого тома «Латышских песен».
Несмотря на то, что Висендорф проводил подписку на книгу и позаботился о рекламе, ему не хватило денег, чтобы продолжить выпуск новых томов. И здесь помог его общественный статус в Санкт-Петербурге: он добился, чтобы остальные пять томов были изданы Императорской академией наук. Они выходили в столице с 1903-го по 1915 год, а Висендорф координировал работы, занимался организационными делами и лично вычитывал корректуру в Санкт-Петербурге.
Общее количество песен, включенных в полное собрание, составило 217 996. Большинство из них (6126, или 3 %) были предоставлены приходом Лиелварде с помощью Андрея Пумпурса и Аусеклиса. В то время жители 218 латвийских приходов не прислали для сборника ни одной песни.
Висендорф собрал средства для выплаты авторского гонорара К. Барону, который в качестве вознаграждения за многолетний труд ранее получил только 20 экземпляров книги. При поддержке Ф.Бривземниекса Рижское латышское общество выделило Барону тысячу рублей". После издания второго тома в Санкт-Петербурге Барон получил 150 экземпляров книги.
Висендорф внес значительный вклад в развитие лингвистики и латышского языка, продвигая идеи латышского национального возрождения в немецкой, английской и французской прессе, а также поддерживая своими деньгами публикацию «Латышских песен», их сбор и систематизацию.
Он также является автором брошюры «Сведения о латышской вере».

## Общественная деятельность
Висендорф играл заметную роль в общественной жизни империи: был членом городской думы Санкт-Петербурга, присяжным заседателем окружного суда, членом комитета Министерства народного просвещения. Его общественное влияние помогло ему способствовать развитию латышской и литовской культуры и книгоиздания.
После январского восстания в Польше и Латгалии в Литве и Латгалии была запрещена латиница, дабы отделить литовцев и латгальцев от влияния поляков. Висендорф как член комитета Министерства просвещения выступил против запрета, против политики русификации при создании коллекций латышских народных библиотек, и позаботился о том, чтобы в популярных библиотеках использовалось как можно больше латышских книг. Он помогал Фрицису Бривземниексу в публикации статей против русификации латышских школ .
Он поддерживал общественные мероприятия в Латвии: в 1893 году организовал участие латышей во Всемирной выставке в Чикаго, помогал латышским школам и библиотекам, организовывал и материально поддерживал праздник песни в Лигатне.